# John Regnér
John Regnér, född 3 december 1908 i Malmö, död 15 februari 1972 i Harlösa församling, var en svensk målare.
Han var son till målarmästaren Johan Regnér och Anna Jablonsky och gift 1942–1950 med Ann-Marie Louise Fagell. Regnér studerade vid Skånska målarskolan i Malmö 1928–1931 och för Otte Sköld i Stockholm 1936-1937 samt under studieresor till Frankrike, Italien och Mellanamerika. Separat ställde han bland annat ut på SDS-hallen i Malmö och han medverkade i samlingsutställningar arrangerade av Skånes konstförening och Helsingborgs konstförening. Hans motivkrets spänner över ett stort omfång och han har bland annat utfört figurstudier, landskap och stilleben utförda i olja, pastell, akvarell eller gouache. Regnér är begravd på Eslövs kyrkogård.